# Agromyza kusumae
Agromyza kusumae är en tvåvingeart som beskrevs av Garg 1971. Agromyza kusumae ingår i släktet Agromyza och familjen minerarflugor. Inga underarter finns listade i Catalogue of Life.